# Florent Cazeaux
Pour les articles homonymes, voir Cazeaux.
Pas d'image ? Cliquez ici

a Compétitions nationales et continentales officielles uniquement.

Dernière mise à jour le 2 mai 2012.
Florent Cazeaux, né le 8 juillet 1982 à Périgueux, est un joueur de rugby à XV évoluant au poste d'arrière au SA Trélissac.

## Palmarès
- International universitaire : champion du monde universitaire de rugby à sept 2004 en Chine.